# Fable de Schleicher
La fable de Schleicher est un texte artificiel composé en indo-européen commun (langue hypothétique et reconstituée) par August Schleicher en 1868. Scheicher fut le premier érudit à écrire un texte en indo-européen commun. 
La fable, intitulée Avis akvāsas ka (en français : Le Mouton et les Chevaux), a été publiée par Scheicher en 1868, dans « Eine Fabel in indogermanischer Ursprache », Beiträge zur vergleichenden Sprachforschung.
Depuis, maintes réécritures de la fable ont été proposées, reflétant l'évolution de la conception de l'indo-européen commun.
En 1939, Helmut Arntz publia la première révision de la fable, écrite par Hermann Hirt. En 1979, Winfred Patrick Lehmann et Ladislav Zgusta proposèrent une nouvelle réécriture de la fable. En 1997, dans l'Encyclopédie de la culture indoeuropéenne, parut une nouvelle version signée Douglas Quentin Adams. Les dernières réécritures en date sont celles de Frederik Kortlandt (2007) et de Rosemarie Lühr (2008). En 2013, Andrew Miles Byrd, de l'Université du Kentucky, en a proposé une réécriture et une lecture.

## Texte original et réécritures

### Schleicher (1868)
Avis akvāsas ka
Avis, jasmin varnā na ā ast, dadarka akvams, tam, vāgham garum vaghantam, tam, bhāram magham, tam, manum āku bharantam. Avis akvabhjams ā vavakat: kard aghnutai mai vidanti manum akvams agantam. Akvāsas ā vavakant: krudhi avai, kard aghnutai vividvant-svas: manus patis varnām avisāms karnauti svabhjam gharmam vastram avibhjams ka varnā na asti. Tat kukruvants avis agram ā bhugat.

### Hirt (1939)
Owis ek’wōses-kʷe
Owis, jesmin wьlənā ne ēst, dedork’e ek’wons, tom, woghom gʷьrum weghontm̥, tom, bhorom megam, tom, gh’ьmonm̥ ōk’u bherontm̥. Owis ek’womos ewьwekʷet: k’ērd aghnutai moi widontei gh’ьmonm̥ ek’wons ag’ontm̥. Ek’wōses ewьwekʷont: kl’udhi, owei!, k’ērd aghnutai vidontmos: gh’ьmo, potis, wьlənām owjōm kʷr̥neuti sebhoi ghʷermom westrom; owimos-kʷe wьlənā ne esti. Tod k’ek’ruwos owis ag’rom ebhuget.

### Lehmann et Zgusta (1979)
Owis eḱwōskʷe
Gʷərēi owis, kʷesjo wl̥hnā ne ēst, eḱwōns espeḱet, oinom ghe gʷr̥um woǵhom weǵhontm̥, oinomkʷe meǵam bhorom, oinomkʷe ǵhm̥enm̥ ōḱu bherontm̥. Owis nu eḱwobh(j)os (eḱwomos) ewewkʷet: "Ḱēr aghnutoi moi eḱwōns aǵontm̥ nerm̥ widn̥tei". Eḱwōs tu ewewkʷont: "Ḱludhi, owei, ḱēr ghe aghnutoi n̥smei widn̥tbh(j)os (widn̥tmos): nēr, potis, owiōm r̥ wl̥hnām sebhi gʷhermom westrom kʷrn̥euti. Neǵhi owiōm wl̥hnā esti". Tod ḱeḱluwōs owis aǵrom ebhuget.

### Peters (1980 (1985), 2008)
H₂óu̯i-s h₁ek̂u̯ō-s kᵘ̯e
H₂óu̯i-s, h₁i̯o-sm-in h₂u̯ĺ̥h₁-n-eh₂ ne h₁é h₁es-t, dé-dork̂-e h₁ek̂u̯o-n-s, - tó-m, u̯oĝʰ-o-m gᵘ̯érh₂-u-m u̯eĝʰ-o-nt-m̥, tó-m bʰór-o-m méĝoh₂-m̥, tó-m dʰĝʰem-on-m̥ h₃e-h₁k̂-ú bʰer-o-nt-m̥. H₂óu̯i-s h₁ek̂u̯o-bʰi̯os h₁e u̯é-u̯kᵘ̯e: "k̂ḗrd h₂gʰ-nu-to-i̯ moi̯, u̯id-n̥t-éi dʰĝʰem-on-m̥ h₁ek̂u̯o-n-s u̯eĝʰ-o-nt-m̥". H₁ek̂u̯ō-s h₁é u̯é-u̯kᵘ̯-r̥: "K̂lú-dhi, h₂óu̯ei! k̂ḗrd h₂gʰ-nu-to-i̯ u̯id-n̥t-bʰos: dʰĝʰem-on-s, póti-s, h₂u̯ĺ̥h₁-n-eh₂m̥ h₂éu̯i̯-o-m kᵘ̯r̥-neu̯-ti sé-bʰoi̯ gᵘ̯ʰér-mo-m u̯es-tro-m - h₂éu̯i̯-bʰos kᵘ̯ei̯-bʰos h₂u̯ĺ̥h₁-n-eh₂ ne h₁é h₁es-ti". Tó-d k̂é-k̂lu-u̯ō-s h₂óu̯i-s h₂eĝ-ro-m h₁é bʰug-e...

### Danka (1986)
Owis ek’woi kʷe
Owis, jesmin wl̥nā ne ēst, dedork’e ek’wons woghom gʷr̥um weghontn̥s - bhorom meg'əm, monum ōk’u bherontn̥s. Owis ek’wobhos eweukʷet: K’erd aghnutai moi widn̥tei g’hm̥onm̥ ek’wons ag’ontm̥. Ek’woi eweukʷont: K’ludhi, owi, k’erd aghnutai dedr̥k'usbhos: monus potis wl̥nām owiōm temneti: sebhei ghʷermom westrom - owibhos kʷe wl̥nā ne esti. Tod k’ek’luwōs owis ag’rom ebhuget.

### Adams (1997)
H₂óu̯is h₁ék̂u̯ōs-kʷe
[Gʷr̥hₓḗi] h₂óu̯is, kʷési̯o u̯lh₂néh₄ ne (h₁é) est, h₁ék̂u̯ons spék̂et, h₁oinom ghe gʷr̥hₓúm u̯óĝhom u̯éĝhontm̥ h₁oinom-kʷe ĝ méĝhₐm bhórom, h₁oinom-kʷe ĝhménm̥ hₓṓk̂u bhérontm̥. h₂óu̯is tu h₁ek̂u̯oibh(i̯)os u̯eukʷét: 'k̂ḗr hₐeghnutór moi h₁ék̂u̯ons hₐéĝontm̥ hₐnérm̥ u̯idn̥téi. h₁ék̂u̯ōs tu u̯eukʷónt: 'k̂ludhí, h₂óu̯ei, k̂ḗr ghe hₐeghnutór n̥sméi u̯idn̥tbh(i̯)ós. hₐnḗr, pótis, h₂éu̯i̯om r̥ u̯l̥h₂néhₐm sebhi kʷr̥néuti nu gʷhérmom u̯éstrom néĝhi h₂éu̯i̯om u̯l̥h₂néhₐ h₁ésti.' Tód k̂ek̂luu̯ṓs h₂óu̯is hₐéĝrom bhugét.

### Kortlandt(2007)
ʕʷeuis ʔkeuskʷe
ʕʷeuis iosmi ʕuelʔn neʔst ʔekuns ʔe 'dērkt, tom 'gʷrʕeum uogom ugentm, tom m'geʕm borom, tom dgmenm ʔoʔku brentm. ʔe uēukʷt ʕʷeuis ʔkumus: kʷntske ʔmoi kērt ʕnerm ui'denti ʔekuns ʕ'gentm. ʔe ueukʷnt ʔkeus: kludi ʕʷuei, kʷntske nsmi kērt ui'dntsu: ʕnēr potis ʕʷuiom ʕulʔenm subi gʷormom uestrom kʷrneuti, ʕʷuimus kʷe ʕuelʔn neʔsti. To'd kekluus ʕʷeuis ʕe'grom ʔe bēu'gd.

### Lühr (2008)
h₂ówis h₁ék’wōskʷe
h₂ówis, (H)jésmin h₂wlh₂néh₂ ne éh₁est, dedork’e (h₁)ék’wons, tóm, wóg’ʰom gʷérh₂um wég’ʰontm, tóm, bʰórom még’oh₂m, tóm, dʰg’ʰémonm h₂oHk’ú bʰérontm. h₂ówis (h₁)ék’wobʰos ewewkʷe(t): k’ḗrd h₂gʰnutoj moj widntéj dʰg’ʰmónm (h₁)ék’wons h₂ég’ontm. (h₁)ék’wōs ewewkʷ: k’ludʰí, h₂ówi! k’ḗrd h₂gʰnutoj widntbʰós: dʰg’ʰémō(n), pótis, h₂wlnéh₂m h₂ówjom kʷnewti sébʰoj gʷʰérmom wéstrom; h₂éwibʰoskʷe h₂wlh₂néh₂ né h₁esti. Tód k’ek’luwṓs h₂ówis h₂ég’rom ebʰuge(t).

### Voyles et Barrack (2009)
Owis eḱwōs kʷe
Owis, jāi wl̥nā ne eest, dedorḱe eḱwons, tom woǵʰom gʷr̥um weǵʰontm̥, tom bʰorom meǵm̥, tom ǵʰm̥onm̥ ōku bʰerontm̥. Owis eḱwobʰjos eweket: “Ḱerd angʰetai moi widontei ǵʰm̥onm̥ eḱwons aǵontm̥”. Eḱwos wewekur: “Ḱludʰe, owei! Ḱerd angʰetai widontbʰjos: ǵʰm̥on, potis, wl̥nam owijōm kʷr̥neti soi gʷʰermom westrom; owibʰjos kʷe wl̥nā ne esti”. Tod ḱeḱlōts owis aǵrom ebʰuget.

### Melchert (2009)
H₂ówis (h₁)ék̂wōs-kʷe
h₂áwej josméj h₂wl̥h₁náh₂ né h₁ést, só h₁ék̂woms derk̂t. só gʷr̥hₓúm wóĝhom wéĝhet; méĝh₂m̥ bhórom; só (dh)gĥémonm̥ h₂ṓk̂u bhéret. h₂ówis h₁ék̂wojbh(j)os wéwk(ʷ)et: (dh)ĝhémonm̥ spék̂joh₂ h₁ék̂ʷoms-kʷe h₂éĝeti, k̂ḗr moj aglmutór. h₁ék̂wōs tu wéwkʷont: k̂ludhí, h₂owei! tód spék̂jomes/n, n̥sméi aghnutór k̂ḗr: (dh)ĝhémō pótis sē h₂áwjōm h₂wl̥h₁nā́h₁ gʷhérmom wéstrom (h₁)wébht, h₂áwibh(j)os tu h₂wl̥h₁náh₂ né h₁ésti. tód k̂ek̂luwṓs h₂ówis h₂aĝróm bhugét.

### Byrd (2013)
H₂óu̯is h₁éḱu̯ōs-kʷe
h₂áu̯ei̯ h₁i̯osméi̯ h₂u̯l̥h₁náh₂ né h₁ést, só h₁éḱu̯oms derḱt. só gʷr̥hₓúm u̯óǵʰom u̯eǵʰed; só méǵh₂m̥ bʰórom; só dʰǵʰémonm̥ h₂ṓḱu bʰered. h₂óu̯is h₁ékʷoi̯bʰi̯os u̯eu̯ked: “dʰǵʰémonm̥ spéḱi̯oh₂ h₁éḱu̯oms-kʷe h₂áǵeti, ḱḗr moi̯ agʰnutor”. h₁éḱu̯ōs tu u̯eu̯kond: “ḱludʰí, h₂ou̯ei̯! tód spéḱi̯omes, n̥sméi̯ agʰnutór ḱḗr: dʰǵʰémō, pótis, sē h₂áu̯i̯es h₂u̯l̥h₁náh₂ gʷʰérmom u̯éstrom u̯ept, h₂áu̯ibʰi̯os tu h₂u̯l̥h₁náh₂ né h₁esti. tód ḱeḱluu̯ṓs h₂óu̯is h₂aǵróm bʰuged.

## Traduction française et glose grammaticale
| ʕʷeu.i-s      | ʔiḱ.u-es-kʷe     |
| mouton-NOM.SG | cheval-NOM.PL-et |

| ʕʷeu.i-s      | io-i    | ʕuel.ʔn.eʕ   | nē-ʔs                  |
| mouton-NOM.SG | REL-DAT | laine-NOM.SG | NÉG-être-3SG.INJONCTIF |

| ʔeḱ.u-ns      | ʔe    | uēiʼd        |
| cheval-ACC.PL | alors | voir-3SG.AOR |

| tom               | ʼgʷrʕ.eu-m   | uoǵ.o-m        | ueǵ-ont-m                 |
| DÉMONSTR.ACC.SG.M | lourd-ACC.SG | chariot-ACC.SG | transporter-PARTIC-ACC.SG |

| tom               | mʼg.eʕ-m     | bor.o-m       |
| DÉMONSTR.ACC.SG.M | grand-ACC.SG | charge-ACC.SG |

| tom               | dǵm.en-m           | ʔo.ʔḱ.u         | ber-ont-m            |
| DÉMONSTR.ACC.SG.M | être humain-ACC.SG | rapide-ACC.SG.N | porter-PARTIC-ACC.SG |

| ʔe    | uē-uk                | ʕʷeu.i-s      | ʔeḱ.u-mus     |
| alors | REDUPL-dire-3SG.PRÉS | mouton-NOM.SG | cheval-DAT.PL |

| ʕedǵ-o                   | ʔm-oi   | ḱērʼd       |
| faire mal-3SG.INTR.MOYEN | moi-DAT | cœur-NOM.SG |

| ʕner-m       | uiʼd-ent-i         | ʔeḱ.u-ns      | ʕeʼg-ont-m             |
| homme-ACC.SG | voir-PARTIC-DAT.SG | cheval-ACC.PL | conduire-PARTIC-ACC.SG |

| ʔe    | ue-uk-nʼd            | ʔiḱ.u-es      |
| alors | REDUPL.dire-3PL.PRÉS | cheval-NOM.PL |

| ḱlu-di            | ʕʷu.ei        |
| écouter-IMPÉR.2SG | mouton-VOC.SG |

| ʕedǵ-o                   | ns-mi    | ḱērʼd       | uiʼd-ent-i         |
| faire mal-3SG.INTR.MOYEN | nous-DAT | cœur-NOM.SG | voir-PARTIC-DAT.SG |

| ʕnēr         | pot.i-s       |
| homme-NOM.SG | maître-NOM.SG |

| ʕʷu.i-om      | ʕul.ʔn.eʕ-m  | su-bi   | gʷer.mo-m    | ues.ti          | kʷr.ne.u-ti              |
| mouton-GEN.PL | laine-ACC.SG | soi-DAT | chaud-ACC.SG | vêtement-ACC.SG | fabriquer-3SG.PRÉS.INDIC |

| ʕʷu.i-mus-kʷe    | ʕul.ʔn.eʕ    | ne-ʔs-ti                |
| mouton-DAT.PL-et | laine-NOM.SG | NÉG-être-3SG.PRÉS.INDIC |

| toʼd              | ḱe-ḱlu-us                          |
| DÉMONSTR.ACC.SG.N | REDUPL-entendre-PARTIC.PARF.NOM.SG |

| ʕʷeu.i-s      | pleʕ.no-m     | ʔe    | bēuʼg        |
| mouton-NOM.SG | plaine-ACC.SG | alors | fuir-AOR.3SG |

## Commentaires
L'évolution de la fable, au fil des réécritures, témoigne des progrès de la linguistique sur l'indo-européen commun. On passe d'une langue très proche du sanskrit à une langue beaucoup plus complexe. Les dernières réécritures font apparaître la théorie des laryngales et la théorie des glottales (en).
| Schleicher (1868) | Hirt (1939) (o e, m̥ r̥, k’ kʷ) | Adams (1997) (laryngales) | Kortlandt (2007) (glottales) | Rôle grammatical             | Racine, |
| ----------------- | ----------------------------- | ------------------------- | ---------------------------- | ---------------------------- | --- |
| avis              | owis                          | h₂óu̯is                    | ʕʷeuis                       | nom.sg                       | *h₂óu̯is, *h₃éu̯is « mouton » |
| avai              | owei                          | h₂óu̯ei                    | ʕʷuei                        | voc.sg                       | *h₂óu̯is, *h₃éu̯is « mouton » |
| avisāms           | owjōm                         | h₂éu̯i̯om                   | ʕʷuiom                       | gén.pl                       | *h₂óu̯is, *h₃éu̯is « mouton » |
| avibhjams         | owimos                        | – [h₂éu̯i̯om]               | ʕʷuimus                      | dat.pl                       | *h₂óu̯is, *h₃éu̯is « mouton » |
| āku               | ōk’u                          | hₓṓk̂u                     | ʔoʔku                        | acc.sg.n (=∅)                | *h₁eḱ- « rapidité » > *h₁eḱu- (*h₁oh₁ḱu-, *h₃eh₁ḱus) « rapide » |
| akvāsas           | ek’wōses                      | h₁ék̂u̯ōs                   | ʔkeus                        | nom.pl                       | > *h₁éḱu̯os / *h₁éḱus « cheval » |
| akvams            | ek’wons                       | h₁ék̂u̯ons                  | ʔekuns                       | acc.pl                       | > *h₁éḱu̯os / *h₁éḱus « cheval » |
| akvabhjams        | ek’womos                      | h₁ek̂u̯oibh(i̯)os            | ʔkumus                       | dat.pl                       | > *h₁éḱu̯os / *h₁éḱus « cheval » |
| ka                | -kʷe                          | -kʷe                      | kʷe                          | enclitique                   | *-kʷe « et » |
| jasmin            | jesmin                        | – [kʷési̯o]                | iosmi                        | dat.                         | *i̯os « qui » [pronom rel.] < racine *i- du démonstr. *h₁e-/*i- [Adams *kʷis « qui »] |
| varnā             | wьlənā                        | u̯lh₂néh₄                  | ʕuelʔn                       | nom.sg                       | *u̯el- « laine, herbe, forêt » > *u̯l̥̄nā, *h₂u̯ĺ̥(h₁)neh₂ « laine » |
| na                | ne                            | ne                        | ne-                          |                              | *ne « ne pas » [négation] |
| asti              | esti                          | h₁ésti                    | ʔsti                         | 3sg.prés. indic.             | *h₁es- « être » > *h₁ésti « il est » [indic.] |
| ast               | ēst                           | (h₁é) est                 | ʔst                          | 3sg. injonctif               | *h₁es- « être » > *h₁ésti « il est » [indic.] |
| dadarka           | dedork’e                      | – [spék̂et]                | ʼdērkt                       | 3sg.parf. (*-t aor.)         | *derḱ- « regarder » (>(sq) dritë) [Adams aor. *speḱ- « regarder »] |
| tat               | tod                           | tód                       | toʼd                         | acc.sg.n                     | *tód [neutre nom./acc.] « cela » (masc. nom. *só) (>(la) talis, tantum, istud) [Adams *(H)oi̯(H)nos « un »] |
| tam               | tom                           | – [h₁oinom]               | tom                          | acc. sg.masc                 | *tód [neutre nom./acc.] « cela » (masc. nom. *só) (>(la) talis, tantum, istud) [Adams *(H)oi̯(H)nos « un »] |
| garum             | gʷьrum                        | gʷr̥hₓúm                   | ʼgʷrʕeum                     | acc.sg                       | *gʷerh₂- « lourd » (>*gʷreh₂u̯ōn « meule », (la) brūtus) |
| vaghantam         | weghontm̥                      | u̯éĝhontm̥                  | ugentm                       | partic., acc.sg              | *u̯eǵʰ- « transporter, porter » (>(la) vehō, (en) weigh) > *u̯eǵʰos, *u̯oǵʰos « ambulant », *u̯eǵʰnos, *u̯oǵʰnos « chariot » |
| vāgham            | woghom                        | u̯óĝhom                    | uogom                        | acc.sg                       | *u̯eǵʰ- « transporter, porter » (>(la) vehō, (en) weigh) > *u̯eǵʰos, *u̯oǵʰos « ambulant », *u̯eǵʰnos, *u̯oǵʰnos « chariot » |
| magham            | megam                         | méĝhₐm                    | mʼgeʕm                       | acc.sg                       | *meǵh₂- (*meǵʰ-) « grand » |
| bharantam         | bherontm̥                      | bhérontm̥                  | brentm                       | partic., acc.sg              | *bʰer- « porter » > « charge » |
| bhāram            | bhorom                        | bhórom                    | borom                        | acc.sg                       | *bʰer- « porter » > « charge » |
| – [manum]         | gh’ьmonm̥                      | ĝhménm̥                    | dgmenm                       | acc.sg                       | *dʰéǵʰ(ō)m « terre » > *dʰǵʰémō / *dʰǵʰemon- [Byrd 2013] « être humain » [Schleicher *mánus « être humain »] |
| vavakat           | ewьwekʷet                     | u̯eukʷét                   | uēukʷt                       | redupl. 3sg.prés.            | *u̯ekʷ- « parler » |
| vavakant          | ewьwekʷont                    | u̯eukʷónt                  | ueukʷnt                      | redupl. 3pl.prés.            | *u̯ekʷ- « parler » |
| kard              | k’ērd                         | k̂ḗr                       | kērt                         | nom.sg                       | *ḱḗrd / *ḱr̥d- / *ḱred- « cœur » (>(la) crēdō, (ru) среда sredá) |
| aghnutai          | aghnutai                      | hₐeghnutór                | – [kʷntske]                  | 3sg. moyen                   | *h₂egʰ- (*h₂edʰǵʰ-) « rendre malade, effrayer, être repoussant » [Kortlandt 2007 intr.moyen *kʷentʰ « souffrir »] (Traduction de Schleicher (de) wird beengt « se rétrécit » [beengt « à l'étroit »] = autre racine : *h₂enǵʰ- « étroit » >(en) anger) |
| mai               | moi                           | moi                       | ʔmoi                         | dat.                         | *h₁me [acc.] « me » (> (grc) ἐμέ/με emé/me [acc.], hittite ammuk [acc./dat.], etc.) |
| – [manus]         | – [gh’ьmo]                    | hₐnḗr                     | ʕnēr                         | nom.sg                       | *h₂nér- « homme (masculin) » |
| – [manum]         | – [gh’ьmonm̥]                  | hₐnérm̥                    | ʕnerm                        | acc.sg                       | *h₂nér- « homme (masculin) » |
| vidanti           | widontei                      | u̯idn̥téi                   | uiʼdenti                     | partic., dat.sg              | *u̯eid- « voir, savoir » |
| agantam           | ag’ontm̥                       | hₐéĝontm̥                  | ʕʼgentm                      | partic., acc.sg              | *h₂eǵ- « mener » (>*h₂eǵs- « essieu » >(la) āla) |
| agram             | ag’rom                        | hₐéĝrom                   | ʕe'grom [2010 : pleʕnom]     | acc.sg                       | > *h₂éǵros « champ, campagne » [Kortlandt 2010 : *pelh₂- « plat » (>(la) palma, placeō, planta, platea, (en) flat, floor) > *pl̥h₂no-] |
| krudhi            | kl’udhi                       | k̂ludhí                    | kludi                        | 2sg.impér.                   | *ḱleu̯- « entendre » (>(la) clueo, sclavus) |
| kukruvants        | k’ek’ruwos                    | k̂ek̂luu̯ṓs                  | kekluus                      | redupl. partic.parf., nom.sg | *ḱleu̯- « entendre » (>(la) clueo, sclavus) |
| –                 | –                             | n̥sméi                     | nsmi                         | dat.                         | *n̥smé/*nos [acc.] « nous » (>(en) us, (grc) ἡμᾶς/ἡμῖν hēmâs/hēmîn [acc./dat.], etc.) |
| patis             | potis                         | pótis                     | potis                        | nom.sg                       | *pótis « maître » (>(grc) δεσπότης despótēs, (la) possum/potuī/potens) |
| karnauti          | kʷr̥neuti                      | kʷr̥néuti                  | kʷrneuti                     | 3sg. prés.indic.             | *kʷer- « fabriquer » (>(sa) कर्मन् kárman, (grc) τέρας téras) |
| svabhjam          | sebhoi                        | sebhi                     | subi                         | dat.                         | *s(u̯)e [acc.] « se » [pron. réfléchi] (>(en) self, (grc) οἷ hoî / ἑαυτῷ he-autôi « se [dat.] », ὅς/ἑός h(e)ós) |
| gharmam           | ghʷermom                      | gʷhérmom                  | gʷormom                      | acc.sg                       | *gʷʰer(m)- « chaud » (>(la) furnus) |
| vastram           | westrom                       | u̯éstrom                   | uestrom                      | acc.sg                       | *u̯es- « s'habiller » > *u̯estro-, *u̯estis « vêtement » |
| bhugat            | ebhuget                       | bhugét                    | bēuʼgd                       | 3sg.aor.                     | *bʰeu̯g- « fuir » (Dans la traduction de Schleicher (de) bog « plia » [ou : prit une courbe] = racine probablement différente *bʰūgʰ- « courber ») |